# Прінь Сергій Іванович
Сергі́й Іва́нович Прі́нь (нар. 31 травня 1930, Тереклі-Асс, Кримська АРСР, РСФСР, СРСР — пом. 29 березня 2013, Донецьк, Україна) — український художник монументально-декоративного мистецтва, член Спілки радянських художників України з 1970 року. Батько живописця Сергія Пріня.

## Біографія
Народився 31 травня 1930 року в селі Тереклі-Ас (нині село Озерівка Євпаторійського району). З 1956 року працював учителем малювання в загальноосвітній школі у Донецьку, з 1959 року — там же оформлювачем реклами. У 1966 році закінчив Київський художній інститут, де навчався у Карпа Трохименка та Юрія Садиленка.
Протягом 1966—1990 років працював художником-монументалістом на Донецькому художньому комбінаті. Мешкав у Донецьку в будинку на вулиці Петровського, № 106, квартира № 9. Помер у Донецьку 29 березня 2013 року.

## Творчість
Прицював у галузі стінопису. Серед робіт:
- монументальні панно «Підкорення космічного простору» та «Хлібодайна Україна» на будівлі колишнього універмагу в місті Баштанка Миколаївської області і композицій «Танок» і «Гопак» у приміщенні (1965, у співавторстві);
- монументальні панно у будинку культури в селищі Комишуваха Запорізької області (після 1965, у співавторстві);
- монументальний розпис «Думи мої, думи…» в кінотеатрі імені Тараса Шевченка в Донецьку (1969, у співавторстві);
- розпис в колишньому магазині «Посуд» у Донецьку (1970-ті, не зберігся);
- рельєфи у ресторані «Шахтар» у Донецьку (1970-ті);
- монументальні розписи і мозаїки у Криму, зокрема мозаїки «Багатство моря» в басейні дитячого садка «Сонечко» в селі Орлиному (1990);
- серії мозаїчних панно на біблійну тематику на будинку С. Арикова («будинок з хрестами») в Євпаторії (1991—1999).